# Debye-Waller-Faktor
Der Debye-Waller-Faktor (DWF, nach Peter Debye und Ivar Waller) beschreibt, wie die Intensität der an einem Kristallgitter kohärent elastisch gestreuten Strahlung von der Temperatur abhängt. Nur diese elastische Streuung unterliegt den Laue-Bedingungen; die komplementäre, inelastische Streuung wird als thermisch-diffus bezeichnet.
Durch thermische Bewegung der Atome werden die Reflexe der elastischen Streuung nicht verbreitert, sondern ihre Intensität herabgesetzt. Es erscheint allerdings ein diffuser Untergrund zwischen den Reflexen als Folge der Energieerhaltung.
In der Neutronenstreuung wird der Begriff Debye-Waller-Faktor teilweise unterschiedslos auf kohärente und inkohärente Streuung angewandt; teilweise wird für letztere aber auch der genauere Begriff Lamb-Mößbauer-Faktor benutzt.

## Definition
Die Intensität {\displaystyle I_{0}} der einfallenden Welle wird durch Multiplikation mit dem Debye-Waller-Faktor auf die Intensität {\displaystyle I} der gestreuten Welle reduziert, und zwar um den Faktor {\displaystyle (1-{\mathit {DWF}})}:
{\displaystyle I=I_{0}\cdot \underbrace {\exp \left(-{\frac {1}{3}}\,\left|{\vec {G}}\right|^{2}\,{\overline {{u}^{2}}}\right)} _{{\mathit {DWF}}<1}}
mit
- der natürlichen Exponentialfunktion {\displaystyle \exp()}
- einem Gittervektor {\displaystyle G} des reziproken Gitters
- der temperaturabhängigen Oszillationsamplitude {\displaystyle u=u(T)} der Atome.

Die Bragg-Beugungsreflexe werden also aufgrund der Gitterschwingungen umso mehr gedämpft, je höher die Temperatur und je höher ihre Ordnung ist:
- Der DWF ist maximal, wenn die Atome in der Nähe des absoluten Nullpunkts nicht schwingen (entspricht dem statischen Fall):

{\displaystyle T\approx 0\,{\text{K}}\quad \Rightarrow \quad u\approx 0\quad \Rightarrow \quad {\mathit {DWF}}\approx 1}.
- Bei größerer Temperatur wird {\displaystyle {\overline {|{\vec {u}}|^{2}}}} größer und somit der Exponentialfaktor kleiner.
- Der DWF und somit die Reflex-Intensität ist außerdem umso kleiner, je größer {\displaystyle |{\vec {G}}|^{2}} ist, also je höher die Millerschen Indizes der Netzebenenschar sind, an der die Bragg-Reflexion stattfindet.

Bei Betrachtung eines harmonischen Oszillators mit der Energie:
{\displaystyle {\begin{alignedat}{2}{\overline {E}}&={\frac {1}{2}}M{\omega }^{2}&&{\overline {{u}^{2}}}={\frac {3}{2}}k_{\text{B}}T\\&\Leftrightarrow &&{\overline {{u}^{2}}}={\frac {3k_{\text{B}}T}{M{\omega }^{2}}}\end{alignedat}}}
mit
- der Boltzmann-Konstante {\displaystyle k_{\text{B}}}

lässt sich der temperaturabhängige Debye-Waller-Faktor auch schreiben als:
{\displaystyle {\mathit {DWF}}=\exp \left(-{\frac {k_{\text{B}}T\,\left|{\vec {G}}\right|^{2}}{M{\omega }^{2}}}\right)}

## Herleitung
Der Strukturfaktor {\displaystyle F_{hkl}} ist ein Maß für die relative Intensität eines durch die Millerschen Indizes {\displaystyle h}, {\displaystyle k}, {\displaystyle l} bestimmten Beugungsreflexes:
{\displaystyle F_{hkl}=\sum _{i}f_{i}\,\exp \left[i\,{\vec {G}}\cdot {\vec {r}}_{i}\right]}
Die Summe läuft über alle Atome der Basis. Dabei ist
- {\displaystyle i} die imaginäre Einheit
- {\displaystyle {\vec {G}}=h{\vec {b}}_{1}+k{\vec {b}}_{2}+l{\vec {b}}_{3}} ein reziproker Gittervektor
- {\displaystyle {\vec {r}}_{i}} ein Ortsvektor, der von einem festen Bezugspunkt innerhalb der Elementarzelle zum Kern des {\displaystyle i}-ten Atom zeigt
- {\displaystyle f_{i}} der atomare Streufaktor des {\displaystyle i}-ten Atoms:

{\displaystyle f_{i}=\int _{V_{A_{i}}}n_{i}({\vec {\tilde {r}}}\,)\,\exp \left[i\,{\vec {G}}\cdot {\vec {\tilde {r}}}\right]\mathrm {d} ^{3}{\tilde {r}}}
- {\displaystyle V_{A_{i}}} das Volumen
- {\displaystyle n_{i}({\vec {\tilde {r}}})} das Streuvermögen (z. B. Elektronendichte bei Röntgenbeugung, Ladungsdichte bei Elektronenbeugung) des {\displaystyle i}-ten Atoms.

Betrachtet man die thermische Bewegung der Atome, so ist {\displaystyle {\vec {r}}_{i}} zeitabhängig. Nun zerlegt man {\displaystyle {\vec {r}}_{i}} in einen mittleren Aufenthaltsort {\displaystyle {\vec {r}}_{i,0}} (Gleichgewichtslage, ruhend) und die Auslenkung {\displaystyle {\vec {u}}_{i}(t)} (zeitabhängig):
{\displaystyle {\vec {r}}_{i}(t)={\vec {r}}_{i,0}+{\vec {u}}_{i}(t)}
Die Schwingungsperioden sind sehr kurz ({\displaystyle <10^{-10}\,\mathrm {s} }) gegenüber der Beobachtungsdauer, sodass immer ein zeitlicher Mittelwert gemessen wird:
{\displaystyle {\begin{aligned}{\overline {F_{hkl}}}&=\sum _{i}f_{i}\,{\overline {\exp \left[i\,{\vec {G}}\cdot \left({\vec {r}}_{i.0}+{\vec {u}}_{i}(t)\right)\right]}}\\&=\sum _{i}f_{i}\,\exp \left[i\,{\vec {G}}\cdot {\vec {r}}_{i.0}\right]\,{\overline {\exp \left[i\,{\vec {G}}\cdot {\vec {u}}_{i}(t)\right]}}\end{aligned}}}
Für kleine Auslenkungen entwickelt man die Exponentialfunktion bis zur zweiten Ordnung
{\displaystyle {\overline {\exp \left[i\,{\vec {G}}\cdot {\vec {u}}_{i}(t)\right]}}\approx 1+i\,{\overline {{\vec {G}}\cdot {\vec {u}}_{i}(t)}}-{\frac {1}{2}}{\overline {\left({\vec {G}}\cdot {\vec {u}}_{i}(t)\right)^{2}}}}
Die erste Ordnung verschwindet {\displaystyle \left({\overline {{\vec {G}}\cdot {\vec {u}}_{i}(t)}}=0\right)}, da die Auslenkungen {\displaystyle {\vec {u}}_{i}(t)} statistisch in alle Raumrichtungen erfolgen {\displaystyle \left({\overline {{\vec {u}}_{i}(t)}}=0\right)} und nicht mit der Richtung von {\displaystyle {\vec {G}}} korreliert sind.
Die zweite Ordnung ist
{\displaystyle {\overline {\left({\vec {G}}\cdot {\vec {u}}_{i}(t)\right)^{2}}}=|{\vec {G}}|^{2}\,{\overline {|{\vec {u}}_{i}(t)|^{2}}}\,{\overline {\cos ^{2}\theta }}}
Dabei ist {\displaystyle \theta } der Winkel zwischen {\displaystyle {\vec {G}}} und {\displaystyle {\vec {u}}_{i}(t)}. Man mittelt {\displaystyle \cos ^{2}{\theta }} über alle Richtungen im dreidimensionalen Raum, also Integration über die Einheitskugel:
{\displaystyle {\overline {\cos ^{2}\theta }}={\frac {\int _{0}^{2\pi }\mathrm {d} \phi \int _{0}^{\pi }\mathrm {d} \theta \,\sin \theta \cos ^{2}\theta }{\int _{0}^{2\pi }\mathrm {d} \phi \int _{0}^{\pi }\mathrm {d} \theta \,\sin \theta }}={\frac {1}{3}}}
In die Exponentialfunktion eingesetzt ergibt dies:
{\displaystyle {\begin{aligned}{\overline {\exp \left[i\,{\vec {G}}\cdot {\vec {u}}_{i}(t)\right]}}&\approx 1-{\frac {1}{6}}\,|{\vec {G}}|^{2}\,{\overline {|{\vec {u}}_{i}(t)|^{2}}}\\&\approx \exp \left[-{\frac {1}{6}}\,|{\vec {G}}|^{2}\,{\overline {|{\vec {u}}_{i}(t)|^{2}}}\right]\end{aligned}}}
Der Strukturfaktor schreibt sich nun:
{\displaystyle {\overline {F_{hkl}}}=\sum _{i}f_{i}\,\exp \left[i\,{\vec {G}}\cdot {\vec {r}}_{i.0}\right]\,\exp \left[-{\frac {1}{6}}\,|{\vec {G}}|^{2}\,{\overline {|{\vec {u}}_{i}(t)|^{2}}}\right]}
Für gleichartige Atome ist {\displaystyle {\overline {|{\vec {u}}_{i}(t)|^{2}}}} für alle {\displaystyle i} annähernd gleich {\displaystyle {\overline {|{\vec {u}}\,|^{2}}}}. Somit kann man den zweiten Exponentialfaktor vor die Summe ziehen:
{\displaystyle {\begin{aligned}{\overline {F_{hkl}}}&=\exp \left[-{\frac {1}{6}}\,|{\vec {G}}|^{2}\,{\overline {|{\vec {u}}(t)|^{2}}}\right]\,\sum _{i}f_{i}\,\exp \left[i\,{\vec {G}}\cdot {\vec {r}}_{i.0}\right]\\&=\exp \left[-{\frac {1}{6}}\,|{\vec {G}}|^{2}\,{\overline {|{\vec {u}}(t)|^{2}}}\right]\,F_{hkl}^{0}\end{aligned}}}
Darin ist {\displaystyle F_{hkl}^{\,0}} der Strukturfaktor des statischen Falls (starres Gitter, keine Bewegung der Atome).
Die Intensität ist proportional zum Betragsquadrat des Strukturfaktors: {\displaystyle I=c|F_{hkl}|^{2}}. Die zeitlich gemittelte Intensität ist somit
{\displaystyle {\begin{aligned}{\overline {I}}&=c\,|{\overline {F_{hkl}}}|^{2}\\&=c\,|F_{hkl}^{0}|^{2}\,\exp \left[-{\frac {1}{3}}\,|{\vec {G}}|^{2}\,{\overline {|{\vec {u}}|^{2}}}\right]\\&=I_{0}\exp \left[-{\frac {1}{3}}\,|{\vec {G}}|^{2}\,{\overline {|{\vec {u}}|^{2}}}\right]\end{aligned}}}
Die gemittelte Intensität ist also gegenüber dem statischen Fall {\displaystyle I_{0}=c|F_{hkl}^{0}|^{2}} um den Debye-Waller-Faktor {\displaystyle \exp \left[-{\frac {1}{3}}\,|{\vec {G}}|^{2}\,{\overline {|{\vec {u}}|^{2}}}\right]} erniedrigt.